# Cemento
Il cemento, in edilizia, indica una varietà di materiali da costruzione, in particolare leganti idraulici, che miscelati con acqua sviluppano proprietà adesive (proprietà idrauliche). Tecnicamente in architettura è considerato una pietra artificiale.
La Germania era, nel 2014, il primo produttore in Europa (il secondo era l'Italia).
Si stima che nel 2009 si siano prodotte 36 milioni di tonnellate di cemento, pari a circa 601 kg per abitante. La produzione mondiale del 2008 è stata di 2,83 miliardi di tonnellate, ossia circa 450 kg pro capite.

## Storia

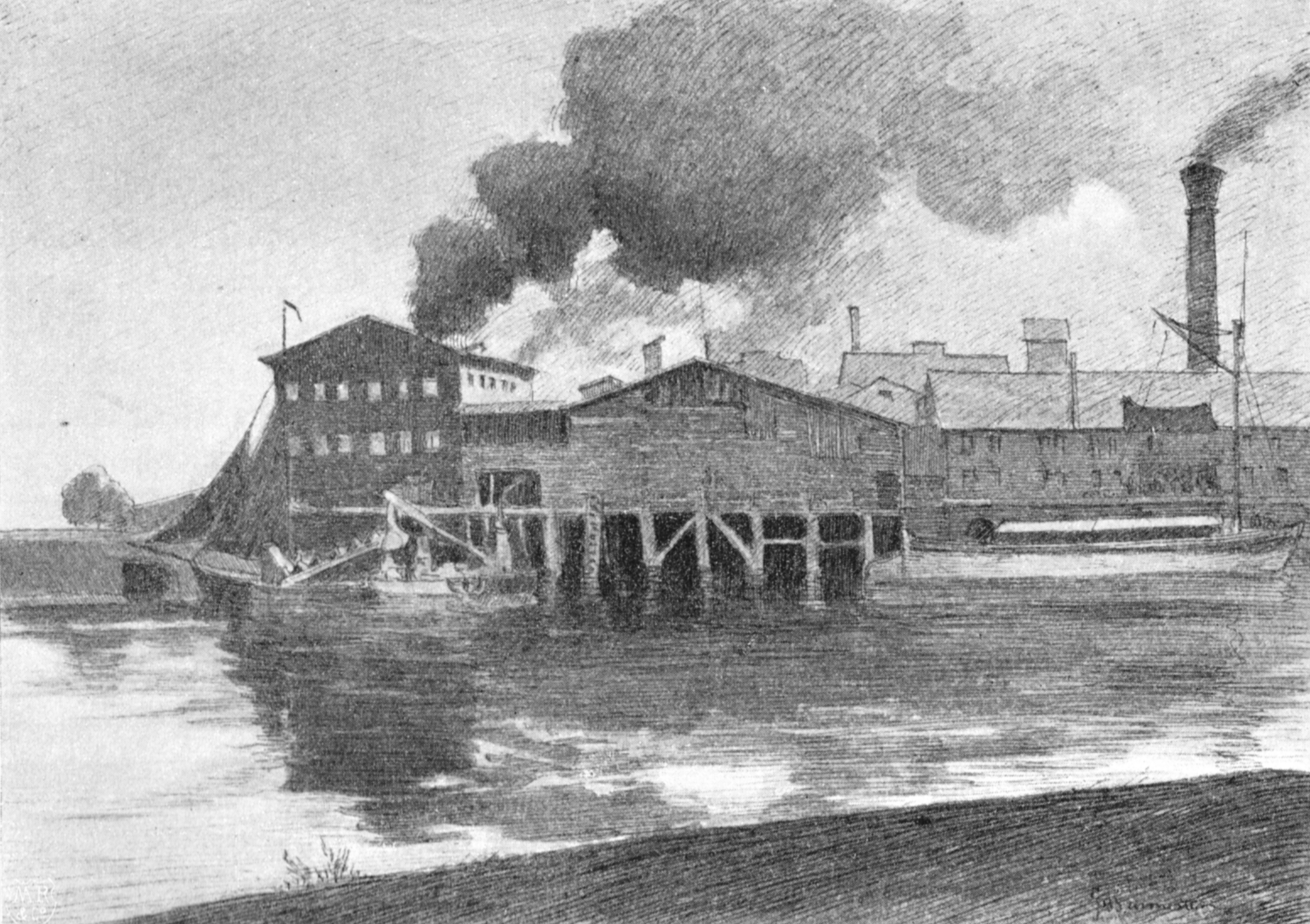
Una fabbrica di cemento Portland del 1895

### Età antica
L'utilizzo del legante nelle costruzioni può essere fatto risalire al III millennio a.C., quando in Egitto era utilizzata la malta di gesso per la realizzazione di paramenti murari in conci di pietra. I Romani inizialmente impiegavano come legante prevalentemente la calce aerea. Fino a quando il legante della malta era costituito soltanto dalla calce aerea, l'indurimento del calcestruzzo avveniva con estrema lentezza, poiché il consolidamento di una malta a base di calce è dovuto alla reazione dell'idrossido di calcio con l'anidride carbonica presente nell'aria, con la successiva produzione di carbonato di calcio.
A partire dal I secolo a.C. i romani iniziarono a sostituire la sabbia costituente la malta con la pozzolana (pulvis puteolana) o con il cocciopesto. La scoperta della pozzolana segnò una rivoluzione nella realizzazione di opere murarie. Dice Vitruvio nel II libro del De Architectura che la pozzolana di Baia o di Cuma fa gagliarda non solo ogni specie di costruzione ma in particolare quelle che si fanno in mare sott'acqua. Grazie al comportamento pozzolanico della pozzolana e del cocciopesto la malta, costituita da calce aerea + pozzolana, faceva presa e induriva anche in acqua, senza contatto con l'aria, consentendo la produzione di leganti ad alta resistenza e rapido indurimento.

### Medioevo
Con la caduta dell'Impero romano d'Occidente iniziò, soprattutto lontano da Roma, un inesorabile declino nel campo delle costruzioni; tale declino proseguì per tutto il medioevo. Con il risveglio umanistico, soprattutto dopo il XIV secolo, si tradussero e si rilessero i testi latini di Plinio il Vecchio e di Vitruvio. È del 1511 la riedizione del De Architectura curata da un domenicano, Giovanni Monsignori (Fra' Giocondo). A questa seguirono moltissime altre traduzioni, che contribuirono a chiarire il segreto del costruire secondo i Romani. Così, soprattutto nella Francia del Settecento, si riscoprì l'arte del ben costruire opere secondo le conoscenze romane.

### Età moderna
In epoca rinascimentale si rifanno a Vitruvio, ed al costruire romano, architetti del calibro di Leon Battista Alberti e Andrea Palladio. Quest'ultimo nel 1570 descrive nel Trattato di Architettura, Libri 4, Venezia, l'esistenza di una calce, calce nigra, ottenuta per cottura di una pietra calcarea originaria del padovano, contenente impurità argillose, con caratteristiche idrauliche. In questo continuo avvicinamento all'odierno cemento vi fu la scoperta rivoluzionaria della calce idraulica da parte dell'ingegnere britannico John Smeaton nel 1756.
Questi, nella realizzazione del faro di Eddystone utilizzò, al posto della miscela calce - pozzolana, la prima calce idraulica da lui ottenuta dalla cottura di calcare contenente una discreta quantità (circa 11%) di impurità argillose. La scoperta della calce idraulica segna il passaggio dal calcestruzzo romano a quello moderno, giacché gli sperimentatori, con l'ausilio della scienza chimica appena nata con Lavoisier, sono in grado di governare un nuovo processo di sintesi che porterà prima alla calce idraulica artificiale, poi al moderno cemento Portland. Una volta scoperto che le impurità di silice e allumina presenti nell'argilla che accompagnano alcuni calcari sono responsabili della formazione dei silicati ed alluminati di calcio, capaci di indurire sott'acqua, iniziarono le sperimentazioni nella cottura di miscele artificiali di calcare e argilla a temperatura sempre più elevata fino ad arrivare a una rudimentale scorificazione del prodotto finale.

### Età contemporanea
Soprattutto in Inghilterra ed in Francia, tra la fine del XVIII e l'inizio del XIX secolo fiorirono invenzioni, brevetti ed iniziative industriali che portarono alla produzione dei primi leganti idraulici industriali, chiamati cementi. In particolare nel 1796 James Parker fabbrica il primo cemento a presa rapida (cemento Parker o cemento romano), cuocendo nei suoi forni da calce le concrezioni marnose contenute nelle argille del Tamigi, mentre nel 1800 Lesage ottiene un materiale idraulico di alta resistenza calcinando i ciottoli calcarei di Boulogne sur Mer. Generalmente lo spartiacque tra la calce idraulica di Smeaton e il cemento Portland realizzato viene fissato al 1818, allorché l'ingegnere francese Louis J. Vicat definisce la formula della calce idraulica artificiale.
Infatti Vicat fu il primo a capire che per ottenere un materiale a comportamento idraulico non v'era necessità di cuocere i calcari argillosi naturali ma si poteva raggiungere lo stesso risultato unendo in cottura dei calcari puri e una qualsivoglia porzione d'argilla. Il primo industriale ad aver fabbricato cemento idraulico a lenta presa pare sia stato, nel 1824, un fornaciaro di York, Joseph Aspdin, il quale diede al prodotto il nome di cemento Portland, grazie alla somiglianza tra la malta e il conglomerato formati con quel cemento con un calcare compatto (pietra di Portland) dell'isola di Portland in Inghilterra. Nel 1844 J.C. Johnson mise in evidenza l'importanza dei processi di cottura ad alte temperature che portavano alla formazione del clinker, prodotto finale del procedimento.
Infatti, mentre per la cottura della calce aerea erano necessari tra i 600 e 900 °C, per la idraulica servono 1000 °C, per ottenere il cemento portland, ed in particolare i suoi composti caratteristici Alite, Celite e Brownmillerite, si devono raggiungere i 1450 °C per fondere parzialmente la massa dei reagenti e ricavare, tramite un brusco raffreddamento un principio di vetrificazione. Nel 1860 M. Chatelier stabilì la composizione chimica del cemento consentendo la produzione industrializzata del calcestruzzo.

## Composizione
La pasta cementizia o boiacca, cemento più acqua, viene impiegata come legante in miscela con materiali inerti come sabbia, ghiaia o pietrisco. A seconda dei componenti possiamo avere:
- nel caso in cui la pasta di cemento si misceli con un aggregato fine (sabbia) si ha la malta di cemento;
- nel caso in cui alla pasta di cemento si uniscano aggregati di diverse dimensioni (sabbia, ghiaietto e ghiaia), secondo una determinata curva granulometrica, si ottiene il calcestruzzo;
- nel caso in cui il calcestruzzo venga accoppiato con un'armatura costituita da tondini detti anche "rebar" (barre rigate) di acciaio, opportunamente posizionati, si ha il calcestruzzo armato (indicato erroneamente con il nome di cemento armato).

## Tipologie

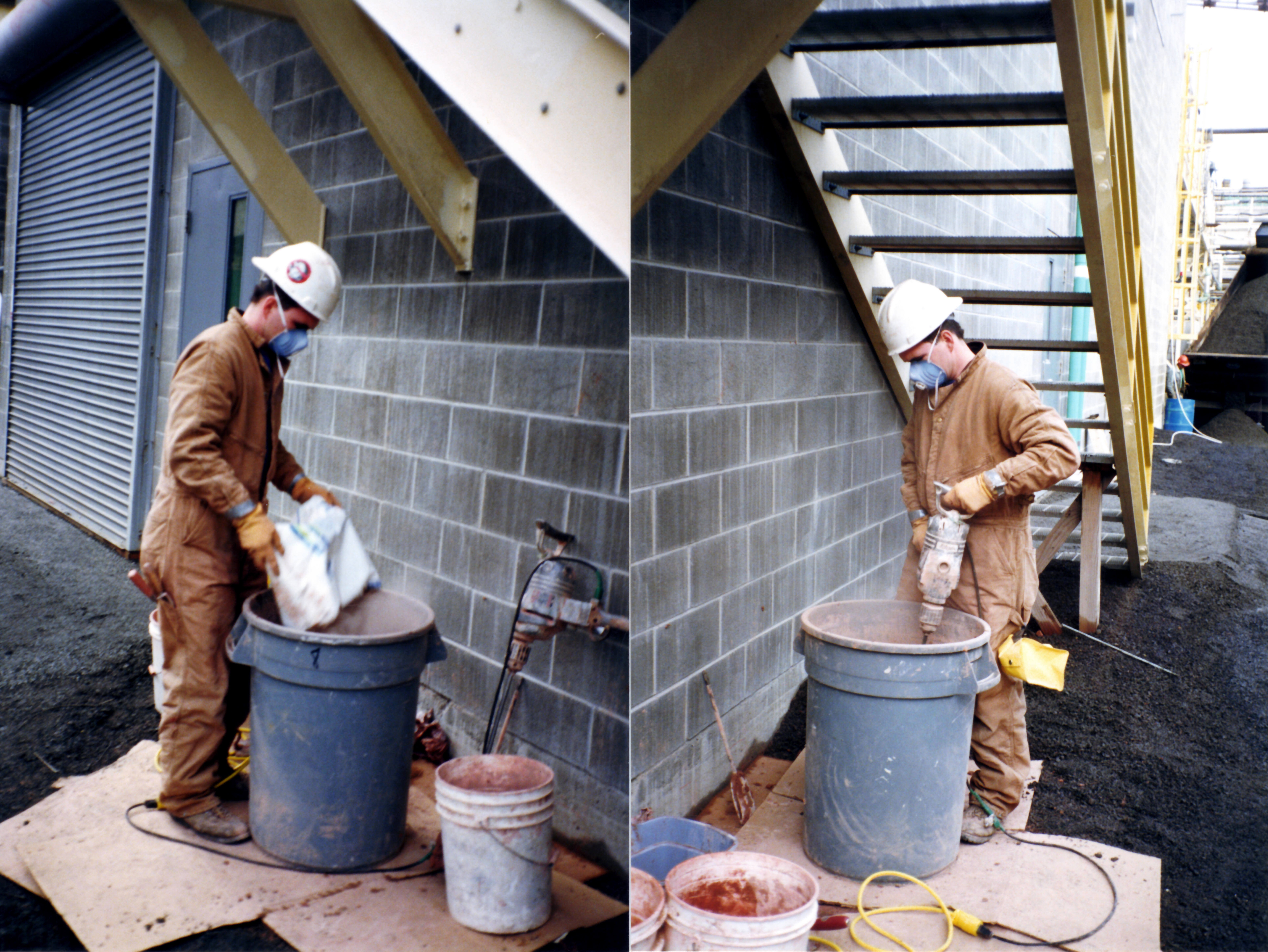
Operaio con il cemento

Esistono diversi tipi di cemento, differenti per la composizione, per le proprietà di resistenza e durevolezza e quindi per la destinazione d'uso.
Il cemento Portland è alla base di quasi tutti i tipi di cemento attualmente utilizzabili in edilizia. Dal punto di vista chimico si tratta in generale di una miscela di silicati di calcio e alluminati di calcio, ottenuti dalla cottura ad alta temperatura di calcare e argilla oppure di marna (in questo caso si parla di cementi naturali). Il materiale ottenuto, denominato clinker, viene finemente macinato e addizionato con gesso nella misura del 4-6% con la funzione di ritardante di presa (ettringite primaria). Tale miscela è commercializzata col nome di cemento Portland; questo, una volta miscelato con acqua, si idrata e solidifica progressivamente. Dal cemento Portland, miscelato con le aggiunte disponibili sul mercato in proporzioni fissate dalla normativa UNI EN 197-1, si ottengono tutti gli altri tipi e sottotipi di cemento.
L'unico che fa eccezione è il cemento alluminoso, che però non è preso in considerazione dalla suddetta norma.
I cementi comuni conformi alla UNI EN 197-1 sono suddivisi in cinque tipi principali:
- {\displaystyle \mathbb {I} \Rightarrow } cemento Portland con una percentuale di clinker pari ad almeno il 95%: sigla sottotipo: nessuna;
- {\displaystyle \mathbb {II} \Rightarrow } cemento Portland composito con una percentuale di clinker di almeno il 65%; ne esistono 19 sottotipi aventi le seguenti denominazioni in funzione della tipologia delle aggiunte:
  - Cemento Portland alla loppa (S): sigla sottotipi: II A/S, II B/S;
  - Cemento Portland ai fumi di silice (D): sigla sottotipi: II A/D;
  - Cemento Portland alla pozzolana: sigla sottotipi (P=naturale Q=calcinata): II A/P, II B/P, II A/Q, II B/Q;
  - Cemento Portland alle ceneri volanti (V=silicee; W=calcaree): sigla sottotipi: II A/V, II B/V, II A/W, II B/W;
  - Cemento Portland allo scisto calcinato (T): sigla sottotipi: II A/T, II B/T;
  - Cemento Portland al calcare (L e LL): sigla sottotipi: II A/L, II B/L, II A/LL, II B/LL;
  - Cemento Portland composito: sigla sottotipi: II A/M, II B/M;
- {\displaystyle \mathbb {III} \Rightarrow }cemento d'altoforno con una percentuale di loppa d'altoforno (S) dal 36 al 95% (previsti 3 sottotipi): sigla sottotipi: III A, III B, III C;
- {\displaystyle \mathbb {IV} \Rightarrow } cemento pozzolanico con materiale pozzolanico (P e Q) dall'11 al 55% (previsti 2 sottotipi): sigla sottotipi: IV A, IV B;
- {\displaystyle \mathbb {V} \Rightarrow } cemento composito ottenuto per simultanea aggiunta di clinker di cemento Portland (dal 20 al 64%), di loppa d'altoforno (dal 18 al 50%) e di materiale pozzolanico (dal 18% al 50%) (previsti 2 sottotipi): sigla sottotipi: V A, V B.

Nei diversi cementi è ammesso un contenuto di costituenti secondari (fillers o altri materiali) non superiore al 5%.

## Classi di resistenza
La classe di resistenza del cemento dipende dalla finezza di macinazione dello stesso e dalla percentuale di silicato tricalcico rispetto a quello bicalcico; maggiore è la finezza di macinazione del cemento, maggiore è il tenore di silicato tricalcico rispetto a quello bicalcico e più rapido lo sviluppo della resistenza meccanica.
Ogni tipo di cemento è potenzialmente disponibile in sei diverse classi di resistenza normalizzata (a 28 gg).
Per ogni classe di resistenza normalizzata si definiscono due classi di resistenza iniziale (2-7 gg):
- la prima con resistenza iniziale ordinaria, contrassegnata con la lettera "N";
- la seconda con resistenza iniziale elevata, contrassegnata con la lettera "R".

Pertanto secondo le UNI EN 197/1 esistono le seguenti classi di resistenza del cemento:
- Classe 32,5N: resistenza a compressione iniziale a 7 giorni ≥ 16; resistenza a compressione standard a 28 giorni ≥ 32,5 ≤ 52,5
- Classe 32,5R: resistenza a compressione iniziale a 2 giorni ≥ 10; resistenza a compressione standard a 28 giorni ≥ 32,5 ≤ 52,5
- Classe 42,5N: resistenza a compressione iniziale a 2 giorni ≥ 10; resistenza a compressione standard a 28 giorni ≥ 42,5 ≤ 62,5
- Classe 42,5R: resistenza a compressione iniziale a 2 giorni ≥ 20; resistenza a compressione standard a 28 giorni ≥ 42,5 ≤ 62,5
- Classe 52,5N: resistenza a compressione iniziale a 2 giorni ≥ 20; resistenza a compressione standard a 28 giorni ≥ 52,5
- Classe 52,5R: resistenza a compressione iniziale a 2 giorni ≥ 30; resistenza a compressione standard a 28 giorni ≥ 52,5.

I numeri rappresentano la resistenza a compressione, espressa in MPa, che devono avere provini cubici preparati in modo standardizzato con rapporto a/c pari a 0,5 e rapporto sabbia/cemento pari a 3. È importante sottolineare che tale resistenza è da intendersi a rottura.
I tempi di inizio presa per ogni classe di resistenza normalizzata sono i seguenti:
- Classe 32,5: t ≥ 75 min;
- Classe 42,5: t ≥ 60 min;
- Classe 52,5: t ≥ 45 min;

## Il cemento Portland

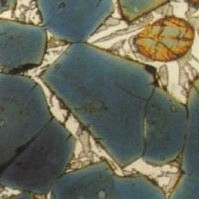
Immagine al microscopio del cemento Portland ferrico.

Il cemento Portland è il tipo di cemento più utilizzato, ed è usato come legante nella preparazione del calcestruzzo. Fu inventato nel 1824 in Inghilterra dal muratore Joseph Aspdin e deve il nome alla somiglianza nell'aspetto con la roccia di Portland, un'isola nella contea di Dorset (Inghilterra).
Si ottiene dalla miscelazione del clinker, con l'aggiunta di gesso nella quantità necessaria per regolarizzare il processo di idratazione. L'analisi microscopica eseguita su pezzi di cemento scorificato ha rilevato la presenza di quattro componenti principali e precisamente l'alite (silicato tricalcico), la belite (silicato bicalcico), la celite (alluminato tricalcico) e la brownmillerite (alluminato ferrito tetracalcico).
Viene usato anche in campo odontoiatrico come MTA (Mineral Trioxide Aggregate) per isolare l’endodonto dal parodonto.
Le fasi del processo per la produzione del cemento sono le seguenti:
- estrazione materie prime;
- controllo caratteristiche materie prime;
- frantumazione;
- preomogeneizzazione;
- essiccazione e macinazione materie prime per produzione della miscela cruda ("farina");
- controllo caratteristiche della farina;
- deposito e omogeneizzazione della farina;
- preparazione dei combustibili;
- cottura clinker;
- controllo caratteristiche del clinker;
- deposito clinker;
- deposito costituenti e additivi;
- controllo caratteristiche dei costituenti;
- deposito additivi cromoriducenti;
- macinazione cemento;
- controllo caratteristiche dei cementi prodotti;
- deposito nei silos dei cementi;
- insaccamento;
- controllo di conformità del cemento CE;
- spedizione sfuso e sacchi.

Le materie prime per la produzione del Portland sono minerali contenenti: ossido di calcio {\displaystyle {\ce {CaO}}} (44%), ossido di silicio {\displaystyle {\ce {SiO2}}} (14,5%), ossido di alluminio {\displaystyle {\ce {Al2O3}}} (3,5%), ossido di ferro {\displaystyle {\ce {Fe2O3}}} (2%) e ossido di magnesio {\displaystyle {\ce {MgO}}} (1,6%). L'estrazione avviene in miniere, in sotterraneo o a cielo aperto, poste in prossimità della fabbrica, che in genere hanno già la composizione desiderata, mentre in alcuni casi è necessario aggiungere argilla o calcare, oppure minerale di ferro, bauxite o altri materiali residui di fonderia.
Nel caso della marna da cemento si parla di miniere (anche in scavi a cielo aperto) e non di cave (anche se in sotterraneo), poiché la marna viene "coltivata" in regime di concessione mineraria e non di autorizzazione (come nel caso delle cave).

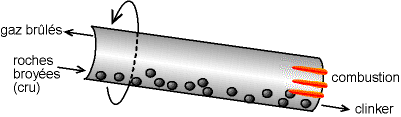
Schema di forno kiln

La miscela viene riscaldata in un forno speciale costituito da un enorme cilindro (chiamato kiln) disposto orizzontalmente con leggera inclinazione e ruotante lentamente. La temperatura cresce lungo il cilindro fino a circa 1480 °C; la temperatura è determinata in modo che i minerali si aggreghino ma non fondano e vetrifichino. Nella sezione a temperatura minore il carbonato di calcio (calcare) si scinde in ossido di calcio e anidride carbonica (CO2), secondo la reazione:
{\displaystyle {\ce {CaCO3 -> CaO + CO2}}}
Nella zona ad alta temperatura l'ossido di calcio reagisce con i silicati a formare metasilicato di calcio ({\displaystyle {\ce {CaSiO3}}} e {\displaystyle {\ce {Ca2Si2O5}}}). Si forma anche una piccola quantità di alluminato tricalcico {\displaystyle {\ce {Ca3(AlO3)2}}} e di alluminato ferrito tetracalcico (C4AF, risultato della reazione {\displaystyle {\ce {4CaO + Al2O3 + Fe2O3}}}). Il materiale risultante è complessivamente denominato clinker. Il clinker può essere conservato per anni prima di produrre il cemento, a condizione di evitare il contatto con l'acqua.
L'energia teorica necessaria per produrre il clinker è di circa 1 700 Joule per grammo, ma a causa delle dispersioni il valore è molto più alto e può arrivare fino a 3 000 Joule per grammo. Questo comporta una grande richiesta di energia per la produzione del cemento, e quindi un notevole rilascio in atmosfera di biossido di carbonio, gas a effetto serra. Il quantitativo di biossido di carbonio rilasciato in atmosfera è mediamente pari a 1,05 kg di {\displaystyle {\ce {CO2}}} per chilogrammo di clinker di cemento Portland prodotto.
Per migliorare le caratteristiche del prodotto finito al clinker viene aggiunto circa il 2% di gesso o di solfato di calcio e la miscela è finemente macinata. La polvere ottenuta è il cemento pronto per l'uso.
Il cemento ottenuto ha una composizione del tipo:
- 64% ossido di calcio
- 21% ossido di silicio
- 6,5% ossido di alluminio
- 4,5% ossido di ferro
- 1,5% ossido di magnesio
- 1,6% solfati
- 1% altri materiali, tra cui soprattutto acqua.

Quando il cemento Portland viene miscelato con l'acqua, il prodotto solidifica in alcune ore e indurisce progressivamente nell'arco di diverse settimane. L'indurimento iniziale è provocato dalla reazione tra acqua, gesso e l'alluminato di tricalcico, a formare una struttura cristallina di alluminato di calcio idrato (CAH), ettringite (Aft) e monosolfato (Afm). Il successivo indurimento e lo sviluppo di forze interne di tensione deriva dalla più lenta reazione dell'acqua con il silicato di tricalcico, a formare una struttura amorfa chiamata silicato di calcio idrato (CSH gel). In entrambi i casi le strutture avvolgono e legano i singoli granuli di materiale presenti.
Un'ultima reazione produce il gel di silice ({\displaystyle {\ce {SiO2}}}). Tutte e tre le reazioni sviluppano calore.
Con l'aggiunta al cemento di particolari materiali (calcare e calce) si ottiene il cemento plastico, di più rapida presa e maggiore lavorabilità. La malta preparata usando una miscela di cemento Portland e calce è nota come malta bastarda.
Questo materiale è usato in particolare per rivestire le superfici esterne degli edifici (intonaco). Il cemento normale non si presta infatti ad essere spalmato.
Nel 2004 i principali produttori mondiali di cemento Portland con aziende in tutto il mondo e anche in Italia, sono la Lafarge Francia, la Holcim Svizzera e la Cemex Messico. Nel 2014 il gruppo francese Lafarge e lo svizzero Holcim si sono fusi, LafargeHolcim, formando il primo produttore mondiale di cemento.
Alcuni produttori di cemento sono stati multati per comportamento contrario al libero mercato.

### Reazioni di formazione dei clinker

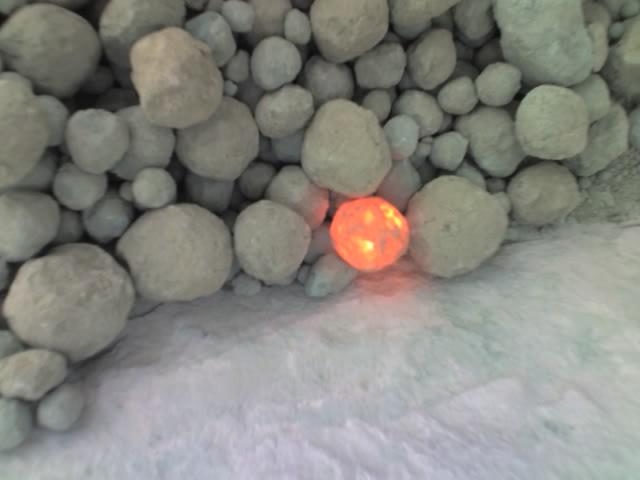
Granuli di clinker

Se si analizza il processo di produzione, ovvero che cosa succede all'interno del forno di cottura, si trova che diversi gruppi di reazioni hanno luogo in successivi intervalli di temperatura:
- 1000-1100 °C

{\displaystyle {\ce {3CaO + Al2O3 -> 3CaO*Al2O3}}}
{\displaystyle {\ce {2CaO + SiO2 -> 2 CaO*SiO2}}}
{\displaystyle {\ce {CaO + Fe2O3 -> CaO * Fe2O3}}}
- 1100-1200 °C

{\displaystyle {\ce {CaO*Fe2O3 + 3CaO*Al2O3 -> 4CaO*Al2O3*Fe_2O_3}}}
- 1250-1480 °C

{\displaystyle {\ce {2CaO*SiO2 + CaO -> 3CaO*SiO2}}}
La composizione finale sarà costituita dalle seguenti percentuali in peso:
- 50% {\displaystyle {\ce {3CaO*SiO2}}} (Alite, silicato tricalcico);
- 25% {\displaystyle {\ce {2CaO*SiO2}}} (Belite, silicato bicalcico);
- 12% {\displaystyle {\ce {3CaO*Al2O3}}} (Celite, alluminato tricalcico);
- 8% {\displaystyle {\ce {4CaO*Al2O3*Fe2O3}}} (Brownmillerite, alluminato ferrito tetracalcico).

Il clinker per essere impiegato per la produzione di leganti idraulici secondo la normativa EN 197-1 deve essere composto da almeno due terzi in massa di silicati di calcio {\displaystyle {\ce {3CaO*SiO2}}} e {\displaystyle {\ce {2CaO*SiO2}}}. La parte rimanente è costituita da fasi di clinker contenenti alluminio, ferro e altri composti. Il rapporto in massa {\displaystyle {\ce {CaO/SiO2}}} non deve essere minore di 2,0. Il tenore di {\displaystyle {\ce {MgO}}} non deve superare il 5% in massa.

### Reazioni di idratazione
Il fenomeno di presa e indurimento di un calcestruzzo è legato alle trasformazioni chimico-fisiche che avvengono tra il cemento e l'acqua d'impasto.
Le reazioni chimiche più importanti, dal punto di vista della resistenza meccanica, sono le seguenti:
- Presa

{\displaystyle {\ce {(3CaO*Al2O3)2 + (x + 8)H2O -> 4CaO*Al2O3*xH2O + 2CaO*Al2O3*8H2O}}}
{\displaystyle {\ce {3CaO*Al2O3 + 12H2O + Ca(OH)2 -> 4CaO*Al2O3*13H2O}}}
{\displaystyle {\ce {4CaO*Al2O3*Fe2O3 + 7H2O -> 3CaO*Al2O3*6H2O + CaO*Fe2O3*H2O}}}
- Indurimento

{\displaystyle {\ce {(3CaO*SiO2)2 + (x + 3)H2O -> 3CaO2*SiO2*xH2O + 3Ca(OH)2}}}
{\displaystyle {\ce {(2CaO*SiO2)2 + (x + 1)H2O -> 3CaO2*SiO2*xH2O + Ca(OH)2}}}

### Resistenza dei cementi
I fattori che agiscono sulla resistenza iniziale e su quella finale per una determinata tipologia di cemento sono la qualità delle materie prime, in particolare del clinker e la finezza di macinazione. Più importanti sono il rapporto acqua-cemento a/c e il tempo di stagionatura, che determinano la porosità dell'aggregato cementizio e che, a sua volta, caratterizza la resistenza a compressione e agli agenti corrosivi.

#### Rapporto alite/belite
L'indurimento, e pertanto il potere legante del cemento, è dovuto in gran parte alla formazione dei silicati idrati di calcio, mentre la formazione dei silicati idrati di alluminio sono la causa principale della presa. Dall'idratazione dei silicati dipendono le principali caratteristiche fisiche, chimiche e meccaniche delle paste indurimento di cemento Portland. Tra le tipologie di silicati, quello tricalcico è il più rapido nel reagire con l'acqua e nello sviluppare la resistenza meccanica. Questo determina, a breve scadenza, un diverso comportamento dei cementi Portland in cui è maggiore la percentuale di silicato tricalcio rispetto a quello bicalcico. Infatti, i cementi ricchi di alite raggiungono una buona resistenza meccanica già a pochi giorni dal getto e comportano, come vedremo in seguito, un maggiore sviluppo del calore di idratazione.
A lunghe maturazioni, invece, i prodotti d'idratazione dei due silicati portano agli stessi valori della resistenza meccanica e, pertanto, nel lungo termine il comportamento meccanico del conglomerato cementizio è indipendente dal rapporto alite/belite. Perciò, un clinker a maggior contenuto di silicato tricalcico permette un rapido guadagno di resistenza, mentre uno che contiene una maggiore quantità di silicato bicalcico sviluppa resistenza meno velocemente, pur raggiungendo resistenze finali altrettanto soddisfacenti. Inoltre, il silicato bicalcico idratandosi produce una maggiore quantità di silicati di calcio idrati rispetto al silicato tricalcico.
Un'altra differenza fra i due silicati è che, durante l'idratazione del silicato tricalcico, viene prodotta una maggiore percentuale di idrossido di calcio {\displaystyle {\ce {Ca(OH)2}}} (30-40%) rispetto a quella prodotta durante l'idratazione del silicato bicalcico (10-15%). Pertanto, i cementi più ricchi di silicato bicalcico sono i maggiormente indicati nel caso, ad esempio, di acque dilavanti o attacco solfatico.

#### Finezza di macinazione
Ad influenzare lo sviluppo delle resistenze iniziali, oltre al rapporto tra il silicato tricalcico e il silicato bicalcico, c'è anche la finezza di macinazione. Un cemento più fine ha una maggiore superficie specifica e quindi una maggiore velocità di idratazione.

### Calore di idratazione
Tutte le reazioni di idratazione dei costituenti del clinker sono esotermiche. Il calore di idratazione dipende dal tipo e dalla classe del cemento. Maggiore è il tenore di cemento Portland, maggiore è la finezza di macinazione (cioè la classe di resistenza), maggiore è il calore di idratazione. Pertanto, i cementi di miscela producono un minor calore di idratazione rispetto al cemento Portland. Le quantità di calore emesse nel corso dell'idratazione dei principali costituenti del clinker di Portland sono:
- alite 125 kcal/kg
- belite 63 kcal/kg
- celite 215 kcal/kg
- fase ferrica 95 kcal/kg.

Per effetto del calore di idratazione il calcestruzzo subisce un riscaldamento rispetto alla temperatura iniziale del getto che coincide con quella dell'ambiente. L'andamento della temperatura in un calcestruzzo a seguito dell'idratazione del cemento è di tipo a campana, infatti nei primi 2-3 giorni risulterà crescente poiché il calore di idratazione si sviluppa a velocità elevate. Successivamente decrescerà, poiché la dissipazione del calore verso l'ambiente esterno prevale sul calore dovuto all'idratazione, che dopo circa 7 giorni viene prodotto molto più lentamente.
Questo andamento a campana assume valori diversi a seconda se ci riferisce alla zona corticale o al nucleo interno. Nel primo caso l'azione di dissipazione verso l'esterno è più marcata rispetto a quella che si ha nel secondo caso, pertanto all'interno nello stesso periodo si hanno temperature più elevate rispetto a quelle della zona più superficiale. Questo gradiente termico determina l'insorgere di autotensioni poiché il nucleo interno (più caldo) si oppone alla maggiore contrazione della zona corticale (più fredda).
Per quanto sopra il nucleo risulta compresso mentre la parte corticale risulta tesa; tale stato tensionale può causare fessurazioni della parte superficiale con ripercussioni sulla durabilità del materiale. Di norma questo rischio è limitato poiché il calcestruzzo in questa fase ha appena iniziato il processo di indurimento, pertanto le tensioni che insorgono sono limitate a causa del basso valore del modulo di Young e dagli effetti del rilassamento viscoso del materiale.
Tale fenomeno è invece più insidioso nei getti massivi quali quelli per la realizzazione di dighe dove, a causa del basso coefficiente di conducibilità del calcestruzzo, il nucleo si raffredda molto lentamente. Pertanto la contrazione della parte interna del calcestruzzo avviene a calcestruzzo molto indurito (pertanto a valori del modulo di Young prossimi a quelli di esercizio e con valori della viscosità meno accentuati). In queste condizioni l'opposizione effettuata dalla parte più superficiale alla contrazione interna determina autotensioni molto più elevate rispetto alla situazione precedente, inoltre in questo caso è il nucleo che risulta assoggettato a trazione con il rischio di fessurazioni interne non visibili e pertanto più pericolose.

### Funzione del gesso
Il gesso viene solitamente aggiunto ai clinker per regolare la presa. La sua presenza fa in modo che l'inizio della presa sia maggiore di 75 minuti per la classe di resistenza a compressione 32,5 N/mm², di 60 minuti per la classe di resistenza 42,5 N/mm² e maggiore di 45 minuti per la classe 52,5 N/mm². Il gesso reagisce con l'alluminato tricalcico per formare un sale espansivo chiamato ettringite (ettringite primaria). La velocità di reazione tra il {\displaystyle {\ce {Ca3A}}} e il {\displaystyle {\ce {CaSO4}}} è elevatissima, ma rallenta velocemente a causa della formazione di strati protettivi sulla superficie dell'alluminato. La cinetica della reazione dipende anche dalla temperatura, dalla superficie di reazione, e dal rapporto acqua/solido.
(CaO)3Al2O3 + 3(CaSO42H2O) + 26H2O → (CaO)3Al2O33CaSO432H2O
I cementi a norma UNI EN 197 devono contenere a seconda della classe di resistenza una quantità di solfati espressa come {\displaystyle {\ce {SO3}}} ≤ 3,5% per le classi 32,5; 32,5 R; 42,5; mentre per le classi 42,5 R; 52,5; 52,5 R; la quantità di {\displaystyle {\ce {SO3}}} deve essere ≤ 4,0%.
La quantità di solfati come {\displaystyle {\ce {SO3}}} nei cementi viene determinata secondo la norma EN 196-2.

### Moduli
I moduli sono valori caratteristici di ogni cemento o calce, che permettono di conoscere in che relazione stanno i diversi componenti in percentuale del prodotto finale. Per il cemento Portland si ha:
- Modulo idraulico

{\displaystyle M_{i}={\frac {\%CaO}{\%Al_{2}O_{3}+\%Fe_{2}O_{3}+\%SiO_{2}}}=2\mathrm {,} 2}
rapporto tra la componente basica e quella acida del cemento varia 1,7 a 2,2
- Modulo silicico

{\displaystyle M_{s}={\frac {\%SiO_{2}}{\%Al_{2}O_{3}+\%Fe_{2}O_{3}}}=2\mathrm {,} 4-2\mathrm {,} 7}
rapporto tra i cementanti ({\displaystyle {\ce {SiO2}}}) e fondenti ({\displaystyle {\ce {Al2O3}}} e {\displaystyle {\ce {Fe2O3}}}). Maggiore è il suo valore più difficile sarà la cottura;
- Modulo calcareo

{\displaystyle M_{c}={\frac {\%CaO}{\%SiO_{2}}}=2\mathrm {,} 4}
- Modulo dei fondenti

{\displaystyle M_{f}={\frac {\%Al_{2}O_{3}}{\%Fe_{2}O_{3}}}=1,5-2}

### Classificazione del Cemento Portland secondo la ASTM
La normativa americana prevede 5 tipologie di cementi Portland:
- ordinario - I
- modificato - II
- a rapido indurimento - III
- a basso calore di idratazione IV
- resistente ai solfati - V

### Cementi Portland speciali
I cementi Portland speciali sono cementi che si ottengono allo stesso modo del Portland, ma che hanno caratteristiche differenti da questo a causa della diversa composizione percentuale dei componenti.

#### Portland ferrico
Il Portland ferrico è un particolare tipo di Portland caratterizzato da un modulo dei fondenti pari a 0,64 e si ottiene introducendo ceneri di pirite o minerali di ferro in polvere. Ciò significa che questo cemento è molto ricco di ferro e, precisamente, che presenta un numero uguale o pressoché uguale di atomi di ferro e di atomi di alluminio. In tali cementi tutta, o quasi tutta, l'allumina è contenuta nella fase ferrica e pertanto presenta percentuali di alluminato tricalcio (celite) bassissime o addirittura nulle.
Poiché l'alluminato tricalcico è tra i costituenti del clinker quello che durante l'idratazione sviluppa più calore, i cementi Portland ferrici hanno la caratteristica di produrre poco calore durante l'idratazione e pertanto sono particolarmente adatti per gettate in climi caldi o per getti massivi (dighe, platee di fondazione, ecc.).
Grazie al loro ridotto tenore di alluminato tricalcico, i cementi Portland ferrici sono più resistenti dei normali Portland all'attacco solfatico. I cementi ferrici migliori sono quelli a basso modulo calcareo. Essi contengono, infatti, una minor quantità di alite ({\displaystyle {\ce {3CaOSiO2}}}), la cui idratazione produce la maggior quantità di calce libera ({\displaystyle {\ce {Ca(OH)2}}}). Poiché la calce libera è il componente maggiormente attaccabile dalle acque aggressive, questi cementi, contenendone una minor quantità, sono anche più resistenti all'azione di queste acque. L'inconveniente di questi cementi è che proprio per il basso tenore di alluminato ticalcico, che è il più veloce tra i componenti del clinker a fare presa, si idratano più lentamente, con conseguente più lento sviluppo delle proprietà meccaniche.

##### Cementi resistenti ai solfati
Uno dei componenti base del clinker è l'alluminato tricalcico, {\displaystyle {\ce {C3A}}}, che a contatto con acque solfatiche o terreni selentitosi, reagisce dando origine ad ettringite. Pertanto in strutture soggette all'attacco solfatico, quali quelle con classe di esposizione XA1, XA2 o XA3, per le norme UNI EN 206-1:2006 e UNI 11104 è essenziale l'utilizzo di cementi resistenti ai solfati.
Sono definiti cementi resistenti ai solfati, quei cementi (di tipo I, II, III, IV) realizzati con cementi Portland ferrici, che per la loro composizione presentano principalmente un basso tenore di alluminato tricalcico (celite), e l'allumina è presente nella maggior parte sotto forma di ferrito alluminato tetracalcico (fase ferrica - {\displaystyle {\ce {C4AF}}}), e tra questi quelli a basso modulo calcareo hanno anche un basso tenore di silicato tricalcico che durante l'idratazione produce una maggiore quantità di calce.
Nei cementi pozzolanici (tipo IV) o siderurgici (tipo III), inoltre, poiché sia la pozzolana che la loppa d'altoforno idratandosi non producono né alluminato tricalcio né calce (anzi nell'attivazione della pozzolana ne viene consumata anche una parte), l'effetto protettivo all'attacco solfatico è ancora più marcato.
Per i cementi di tipo I ad esempio la norma UNI 9156 classifica i cementi nel seguente modo:
- classe di resistenza ai solfati moderata: {\displaystyle {\ce {C3A}}} ≤ 8% e {\displaystyle {\ce {SO3}}} ≤3,5%; {\displaystyle {\ce {C3A}}} ≤ 10% e {\displaystyle {\ce {SO3}}} ≤3,0%;
- classe di resistenza ai solfati alta: {\displaystyle {\ce {C3A}}} ≤ 3% e {\displaystyle {\ce {SO3}}} ≤3,5%; {\displaystyle {\ce {C3A}}} ≤ 5% e {\displaystyle {\ce {SO3}}} ≤3,0%;
- classe di resistenza ai solfati altissima: {\displaystyle {\ce {C3A}}} = 0% e {\displaystyle {\ce {C4AF}}} ≤20%.

La quantità di solfati espressa come {\displaystyle {\ce {SO3}}} nei cementi viene determinata secondo la norma EN 196-2.
In merito alla classe di esposizione la norma UNI 8981-2 prescrive quanto segue:
- per la classe di esposizione XA1 (attacco debole) - cemento a moderata resistenza chimica ai solfati (M.R.S.);
- per la classe di esposizione XA2 (attacco moderato) - cemento ad alta resistenza chimica ai solfati (A.R.S.);
- per la classe di esposizione XA3 (attacco forte) - cemento ad altissima resistenza chimica ai solfati (AA.R.S.).

Per attacchi più severi di quelli previsti dalle suddette classi di esposizione (attacco molto forte) si rende necessario ricorrere a protezioni supplementari, utilizzando delle protezioni superficiali quali guaine, resine o pitture impermeabilizzanti.

##### Cementi resistenti al dilavamento
Durante l'idratazione del cemento viene prodotto idrossido di calcio, detta comunemente calce. Se il cemento entra in contatto con acque dilavanti, ovvero acque molto pure o ricche di anidride carbonica aggressiva, la calce viene dilavata, lasciando micropori nella matrice cementizia con conseguente riduzione del grado di durabilità, poiché tali pori facilitano l'ingresso di agenti aggressivi all'interno del calcestruzzo. Nel caso di acque pure l'idrossido di calcio, che è piuttosto solubile in acqua, passa spontaneamente in soluzione e viene dilavato, mentre in presenza di anidride carbonica aggressiva la calce, reagendo con questa, si trasforma in bicarbonato di calcio, il quale, essendo solubile, viene dilavato dall'acqua. Pertanto, in strutture soggette ad acque dilavanti quali quelle con classe di esposizione XA1, XA2 o XA3, devono essere realizzate con cementi a prestazioni particolari detti cementi resistenti al dilavamento.
Poiché l'idrossido di calcio è dovuto principalmente alla presenza di silicato tricalcico, dalla cui idratazione si produce la maggior quantità di calce libera i cementi resistenti al dilavamento hanno un ridotto tenore di alite come i cementi confezionati con cemento Portland ferrico speciale.
Poiché i cementi d'altoforno e pozzolanici quanto si idratano non producono idrossido di calcio solubilizzabile, anzi in quelli pozzolanici una parte viene consumato per attivare la pozzolana, il comportamento protettivo all'azione dilavante di questi leganti è ancora più marcato.
La norma UNI 8981-3 prescrive quanto segue:
- per la classe di esposizione XA1 (attacco debole) - cemento a moderata resistenza al dilavamento (M.R.D.);
- per la classe di esposizione XA2 (attacco moderato) - cemento ad alta resistenza al dilavamento (A.R.D.);
- per la classe di esposizione XA3 (attacco forte) - cemento ad altissima resistenza al dilavamento (AA.R.D.).

Per attacchi più severi di quelli previsti dalle suddette classi di esposizione si rende necessario utilizzare delle protezioni superficiali quali guaine, resine o pitture impermeabilizzanti.

##### Cementi a basso calore di idratazione
I cementi a basso calore di idratazione, o tipo LH, secondo le UNI EN 197-1 sono cementi ordinari il cui calore di idratazione cementi non deve superare il valore caratteristico di 270 J/giorno (secondo le EN 196-8 a 7 giorni e le EN 196-9 a 41 h).
In genere sono cementi confezionati con Portland ferrico a basso tenore di silicato tricalcico e alluminato tricalcio, che sono i due costituenti principali del clinker che producono maggiore calore di idratazione, nonché sono macinati in maniera più grossolana rispetto a quelli comuni (minore velocità di idratazione).
Sviluppano un basso calore di idratazione anche i cementi pozzolanici e quelli d'altoforno.
Vengono utilizzati per getti massivi, poiché in questi casi, essendo il calcestruzzo un cattivo conduttore di calore, il calore più interno al getto viene eliminato quando il conglomerato è già indurito.
Pertanto la contrazione del nucleo centrale, viene contrastata dalla parte corticale del calcestruzzo; ne consegue l'insorgere di tensioni interne che possono disgregare il calcestruzzo.
Questa tipologia di cemento si deve utilizzare in generale quando il gradiente termico tra l'interno e l'esterno del getto risulta: ΔT ≥ 25-30 °C.
Per getti di calcestruzzo in sbarramenti di ritenuta di grandi dimensioni si dovranno utilizzare cementi a bassissimo calore di idratazione VHL conformi alla norma UNI EN 14216.

#### Cementi bianchi
Contrariamente ai cementi ferrici, i cementi bianchi hanno un modulo dei fondenti molto alto, pari a 10. Essi conterranno dunque una percentuale bassissima di Fe2O3 ma anche di manganese.
Il colore bianco è dovuto appunto alla carenza di ferro che conferisce un colore grigiastro al Portland normale ed un grigio più scuro al cemento ferrico.
Ma poiché Fe2O3 è il componente che permette la fusione nella fase di cottura, la sua azione fondente sarà ripristinata aggiungendo fondenti quali la fluorite (CaF2) e la criolite (Na3AlF6).
I cementi bianchi vengono spesso impiegati per confezionare calcestruzzi a vista dove vengono utilizzati anche inerti di colore chiaro.

#### Cementi colorati
Altri cementi Portland speciali sono quelli colorati che si ottengono miscelando cemento bianco con un pigmento colorato. È importante che il pigmento non contenga sostanze nocive sia per l'idratazione del cemento che per la durabilità del calcestruzzo.

## Cementi di miscela
I cementi di miscela si ottengono aggiungendo al cemento Portland normali altri componenti come la pozzolana o la loppa. L'aggiunta di questi componenti conferisce a questi tipi di cementi nuove caratteristiche rispetto al Portland normale.

### Cemento pozzolanico
La pozzolana è una fine cenere vulcanica estratta tradizionalmente a Pozzuoli, sulle falde della Solfatara, ma anche in diverse altre regioni vulcaniche. Già Vitruvio descriveva quattro tipi di pozzolana: nera, bianca, grigia e rossa.
Miscelata con la calce (in rapporto 2:1) si comporta come il cemento pozzolanico e permette di preparare una buona malta, in grado di fare presa anche sott'acqua.
Questa proprietà consente un impiego innovativo nella realizzazione di strutture in calcestruzzo, come avevano già ben compreso i Romani:
l'antico porto di Cosa fu realizzato in pozzolana miscelata con calce appena prima dell'uso e gettata sotto l'acqua, probabilmente utilizzando un lungo tubo per depositarla sul fondo senza disperderla nell'acqua di mare.
I tre moli sono ancora oggi visibili, con la parte subacquea ancora in buone condizioni dopo 2 100 anni.
La pozzolana è una pietra a natura acida, molto reattiva poiché molto porosa ed ottenibile a basso costo. Un cemento pozzolanico contiene all'incirca:
- 45-89% di clinker Portland
- 11-55% di pozzolana
- 2-4% di gesso

Poiché la pozzolana reagisce con la calce ({\displaystyle {\ce {Ca(OH)2}}}), si avrà una minor quantità di quest'ultima. Ma proprio perché la calce è il componente che viene attaccato dalle acque aggressive, il cemento pozzolanico sarà più resistente all'azione di queste. Inoltre, siccome {\displaystyle {\ce {CaCO3*Al2O3}}} è presente soltanto nella componente costituita dai clinker Portland, la gettata del cemento pozzolanico svilupperà un minor calore di reazione. Inoltre un minor tenore di alluminato tricalcico garantisce una maggiore resistenza all'attacco solfatico. Questo cemento è dunque utilizzabile in climi particolarmente caldi o per gettate di grandi dimensioni o quando si è in presenza di acque aggressive o solfatiche.

### Cemento siderurgico o cemento d'altoforno
La pozzolana è stata in molti casi rimpiazzata da cenere di carbone proveniente dalle centrali termoelettriche, scorie di fonderia o residui ottenuti scaldando il quarzo. Questi componenti che prendono il nome di loppa, posseggono un'attività idraulica latente e pertanto, opportunamente macinate, vengono utilizzate come aggiunte minerali e miscelate con il cemento Portland in proporzioni variabili dal 36 fino al 95%.
A differenza dei cementi pozzolanici, che devono avere un tenore di clinker tale da garantire un contenuto di calce necessario all'attivazione della pozzolana, la loppa ha bisogno solo di piccole quantità di calce, e perciò di clinker di Portland, per accelerare il suo indurimento.
Pertanto la percentuale di loppa granulata d'altoforno in un cemento siderurgico può essere molto elevata, ma al crescere del tenore di loppa, essendo lento il suo processo di indurimento, diminuisce il valore della resistenza meccanica a brevi stagionature (2-7 gg) del cemento siderurgico; tale valore è dovuto essenzialmente all'azione del clinker di Portland e cresce all'aumento del tenore di clinker. Pertanto, per tenori di loppa superiore al 90%, la resistenza a compressione a breve scadenza è praticamente assente, essendo la quantità di cemento Portland esigua; in queste percentuali non è possibile produrre cementi di classe di resistenza 42,5R, 52,5 e 52,5R, poiché tali cementi siderurgici non possono garantire i valori minimi di resistenza a compressione a 2 giorni previsti dalla UNI EN 197-1. Entro certi limiti il rallentamento iniziale può essere compensato aumentando la finezza di macinazione e agendo sulle condizioni di stagionatura.
Visto il basso tenore di clinker rispetto a quello presente nel cemento Portland, il cemento siderurgico presenta le stesse prestazioni del cemento pozzolanico, anzi, poiché il tenore di clinker può essere molto basso in quanto non è necessario che si garantisca un contenuto di calce necessario all'attivazione della pozzolana, tali proprietà sono più marcate.
Inoltre, fanno parte dei cementi siderurgici i cosiddetti cementi soprasolfatati che le UNI EN 197 -1 individuano con la sigla CEM III/C.
Sono cementi siderurgici ad elevata percentuale di loppa (80-85%) e di gesso (10-15%), mentre hanno un tenore di clinker di Portland intorno al 5%.
Pertanto, tra i prodotti dell'idratazione, oltre ai silicati di calcio idrati (C-S-H) troviamo anche l'ettringite cristallina (siamo in assenza di calce a causa del basso tenore di clinker) la quale rispetto a quella colloidale, che si forma nei normali cementi a seguito dell'attacco solfatico, non è rigonfiante. Questo cemento ha una buona resistenza agli attacchi chimici (cloruri e solfati) e all'attacco degli acidi (soluzioni con pH > 3,5).

### Idratazione dei cementi di miscela
Una volta iniziata l'idratazione della frazione del clinker di Portland presente nel cemento di miscela, oltre alla formazione dei silicati idrati di calcio (C-S-H), si produce anche la calce. Quest'ultima attiva la pozzolana o la loppa del cemento di miscela la cui idratazione produce un'ulteriore quantità di C-S-H. In questo modo, la calce, che da sola non contribuisce allo sviluppo della resistenza meccanica, contribuisce al processo di indurimento del calcestruzzo. La formazione di questa ulteriore aliquota di silicati idrati di calcio determina un sistema più ricco di materiale fibroso e, quindi, meno poroso e meno permeabile di un cemento Portland con uguale rapporto acqua/cemento. Inoltre, la minore quantità di calce, sia perché è minore il tenore di clinker, sia perché parte di questa reagisce con la pozzolana o la loppa, in associazione a una matrice più compatta, rende questi cementi meno soggetti a problemi di attacco solfatico, dilavamento e carbonatazione.

## Cemento a presa rapida
Il cemento a presa rapida, anche detto cemento di pronta, ha la caratteristica di rapprendere in pochi minuti dalla miscelazione con acqua.
Si produce in modo simile al cemento Portland, ma con temperature di cottura inferiori.
La velocità di presa dipende sia dalla quantità e qualità degli additivi che dalla quantità di gesso di miscela.
Si utilizza da solo o miscelato con sabbia (malta) ed è indicato per piccoli lavori di fissaggio e riparazione, mentre non è adatto per opere maggiori, in quanto non si avrebbe il tempo per effettuare un buon getto.

## Cementi espansivi
I cementi espansivi sono costituiti da una miscela di cemento e additivi espansivi e vengono utilizzati per compensare gli effetti negativi dovuti al ritiro o per l'inghisaggio.
Il loro comportamento si basa sulla formazione, durante l'idratazione di prodotti espansivi, di:
- ettringite;
- idrossido di calcio o idrossido di magnesio.

Attualmente le norme statunitensi identificano tre tipologie di cementi espansivi, in funzione degli additivi utilizzati:
- solfoalluminato tetracalcico - solfato di calcio - ossido di calcio;
- alluminati di calcio;
- alluminato tricalcico - solfato di calcio;

Questa tipologia di cementi viene utilizzata per ottenere:
- cementi a ritiro compensato che provocano all'interno del calcestruzzo un'espansione iniziale pari alla successiva contrazione dovuta al ritiro;
- cementi autocompressi (in inglese Self Compressing Concrete o SCC) che provocano all'interno del conglomerato cementizio un'espansione iniziale molto superiore alla successiva contrazione da ritiro. Esistono malte a base di cementi fortemente espansivi (la spinta generata può arrivare a circa 6000 t/m²) che vengono utilizzate per le demolizioni e tagli di rocce e calcestruzzi senza produzione di rumore, vibrazioni e lanci di detriti.

## Cemento alluminoso o cemento fuso
Il cemento alluminoso o cemento fuso è il prodotto ottenuto dalla cottura sino a fusione quasi completa di una miscela di bauxite e calcare ovvero il carbonato di calcio.
La bauxite, costituita prevalentemente da ossidi idrati di alluminio, contiene, talvolta, anche in quantità rilevanti, ossidi anidri e idrati di ferro, silice, silicati idrati di alluminio e piccole percentuali di biossido di titanio. La miscela di calcare e bauxite viene portata durante la cottura a una temperatura di 1550-1600 °C. Per la cottura si fa riferimento a diversi tipi di forni:
- rotativi
- verticali
- a riverbero

Il cemento fuso viene colato in stampi per formare dei pani, che poi saranno raffreddati esternamente ad acqua ed infine macinati in mulini a palle per ottenere il prodotto finito.
Il cemento alluminoso ha una composizione in ossidi di:
- 35-40% ossido di calcio
- 40-50% ossido di alluminio
- 5% ossido di silicio
- 5-10% ossido di ferro
- 1% ossido di titanio

Per quanto riguarda invece i componenti veri e propri si ha:
- 60-70% {\displaystyle {\ce {CaOAl2O3}}}
- 10-15% {\displaystyle {\ce {2CaOSiO2}}}
- {\displaystyle {\ce {Ca4OAl2O3Fe2O3}}}
- {\displaystyle {\ce {Ca2OAl2O3SiO2}}}

Per quanto riguarda l'ossido di silicio, la sua presenza come impurità deve essere minore del 6%, in quanto il componente che origina, l'alluminato silicato bicalcico ({\displaystyle {\ce {2CaOAl2O3SiO2}}}), ha scarse proprietà idrauliche.
La normativa italiana proibisce l'utilizzo del cemento alluminoso per la costruzione delle opere in calcestruzzo armato.
Il cemento alluminoso è caratterizzato da un rapido indurimento e pertanto da elevati valori della resistenza meccanica a breve scadenza.
Altro vantaggio è la sua resistenza all'attacco solfatico e all'azione dilavante dell'acqua.
Di contro ha un elevato calore d'idratazione.

### Reazioni di idratazione
- {\displaystyle {\ce {CaOAl2O3 + 10H2O -> CaO*Al2O3*10H2O}}} (cristalli esagonali)
- {\displaystyle {\ce {2(CaOAl2O3) + 11H2O -> 2CaO*Al2O3*8H2O + Al(OH)3}}} (cristalli + gelo)
- {\displaystyle {\ce {2(Ca2OSiO2) + (x + 1) H2O -> Ca3O2*SiO2*xH2O + Ca(OH)2}}} (cristalli + gelo)

Se gli alluminati di calcio idrati esagonali si trasformano in cubici questo cambiamento determina un aumento della porosità del conglomerato confezionato con questo cemento con relativa diminuzione della resistenza meccanica del materiale. Questo perché i cristalli cubici occupano un volume inferiore rispetto a quello occupato dagli equivalenti cristalli esagonali.
La trasformazione di cui sopra è favorita:
- da una stagionatura a temperatura elevata. Il cemento alluminoso è da pertanto da utilizzarsi a temperature inferiori ai 30 °C;
- da un'umidità relativa elevata;
- da un elevato rapporto acqua/cemento.

Mentre il cemento Portland è un cemento a natura basica, grazie alla presenza di calce {\displaystyle {\ce {Ca(OH)2}}}, il cemento alluminoso è a natura sostanzialmente neutra. La presenza dell'idrossido di alluminio ({\displaystyle {\ce {Al(OH)3}}}), che è un anfotero e che in questo caso si comporta da acido, provoca la sostanziale neutralizzazione dei due componenti e come risultato si ha appunto un cemento neutro.

## Sicurezza e rischi per la salute

### Alcalinità
Dopo che il cemento Portland è stato miscelato con l'acqua, la miscela formata è molto alcalina (circa pH 13) a causa della liberazione di idrossidi di calcio, sodio e potassio. Sulla pelle ha un effetto caustico e in caso di contatto occorre lavare immediatamente con abbondante acqua. È opportuno utilizzare guanti ed occhiali per proteggere gli occhi dagli spruzzi. Una volta indurito, il cemento può essere toccato senza problemi.

### Presenza di cromo
Nel cemento può essere contenuta una certa quantità di cromo esavalente. Ormai in molti Paesi il contenuto di cromo esavalente è regolamentato. Per esempio in Europa, secondo la normativa della comunità europea, non deve superare le 2 parti per milione (mg/kg). Il cromo metallico può essere contenuto in quantità superiori. Ad oggi vengono immessi nel cemento sfuso degli additivi che trasformano il cromo esavalente (cancerogeno-mutageno) in cromo trivalente (non dannoso). Questi additivi hanno un tempo di efficienza che varia da tre a sei mesi.
La direttiva Europea 2003/53/CE, recepita in Italia attraverso il decreto ministeriale della salute D.M. 10 maggio 2004, proibisce la commercializzazione e l'impiego di cemento o di preparati contenenti cemento che, quando idrati, contengono più dello 0,0002% (2 ppm) di cromo idrosolubile esavalente, determinato come percentuale in massa sul cemento secco.
Tale decreto previene alcune problematiche relative alla possibilità di dermatiti allergiche da contatto e rischi legati al fatto che il {\displaystyle {\ce {Cr^{VI}}}} è cancerogeno per l'uomo.
Il cromo totale (stato di ossidazione II e III) presente nel clinker Portland è compreso tra 0,002% e 0,02%, rispettivamente 20 e 200 ppm. Tale valore deriva essenzialmente dai materiali argillosi, in minima parte dai combustibili, dai corpi macinanti del molino del crudo e dai refrattari. Durante il processo di cottura del clinker tutto il cromo totale viene ossidato, e alle condizioni termodinamiche presenti in zona, la specie più stabile è il {\displaystyle {\ce {Cr^{III}}}}, insolubile, e quindi non pericoloso per la salute.
Durante la fase di raffreddamento una parte di {\displaystyle {\ce {Cr^{III}}}} si ossida in {\displaystyle {\ce {Cr^{VI}}}} e {\displaystyle {\ce {Cr^{V}}}}. Quindi nel clinker Portland il cromo è presente in tre stati di ossidazione (+3, +4, +5). Di tutto il cromo presente solo una parte è legato alle fasi del clinker (77%-93%), mentre la restante parte (dal 7%al 23%) può essere facilmente solubilizzata, tranne il {\displaystyle {\ce {Cr^{III}}}} che è insolubile, come detto precedentemente. Le due specie solubili in acqua, {\displaystyle {\ce {Cr^{VI}}}} e {\displaystyle {\ce {Cr^{V}}}}, non sono stabili e quindi disproporzionano a {\displaystyle {\ce {Cr^{III}}}} insolubile e {\displaystyle {\ce {Cr^{VI}}}} solubile.
Affinché venga rispettato il D.M. 10 maggio 2004 è necessario aggiungere un agente cromo riducente. Comunemente l'agente riducente di maggior utilizzo è il solfato ferroso, ma sono state individuate e realizzate altre soluzioni molto promettenti (additivi a base di antimonio, di-trisolfuro di sodio, solfato ferroso monoidrato, solfato stannoso). Il solfato ferroso viene dosato allo 0,25-0,3% circa e non influenza minimamente le reazioni di idratazione del cemento, ma a contatto con l'aria si carbonata, perdendo il suo potere riducente nei confronti del cromo esavalente. Per questo motivo sui sacchi deve essere indicata la data di confezionamento e il periodo di conservazione durante il quale il contenuto di {\displaystyle {\ce {Cr^{VI}}}} idrosolubile resta inferiore allo 0,0002% del peso totale a secco del cemento.
Di seguito vengono riportate le reazioni di ossido-riduzione che avvengono nel caso di utilizzo di solfato ferroso monoidrato o con il triossido di diantimonio:
{\displaystyle {\ce {K2Cr2O7 + 6 FeSO4 + 7 H2O -> Cr2(SO4)3 + Fe2(SO4)3 + 4 Fe(OH)3 + 2 KOH}}}
{\displaystyle {\ce {2 K2Cr2O7 + 3 Sb2O3 + 5 H2O -> 2 Cr2(OH)3 + 2 Cr(Sb2O3)3 + 4 KOH}}}

### Inquinamento

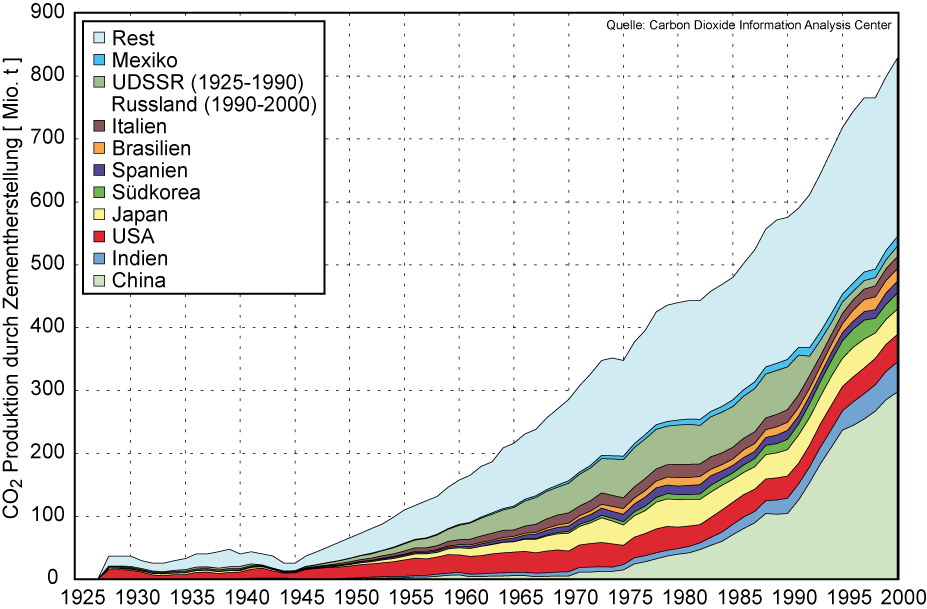
Emissioni annuali globali di CO associate alla produzione di cemento

Un impianto di produzione di cemento negli anni trenta poteva avere importanti effetti sulla salute a causa delle sostanze rilasciate dai processi di lavorazione, oltre che dalle attività accessorie (traffico di camion, estrazione con esplosivi). Al giorno d'oggi l'evoluzione della tecnologia e la legislazione adottata da tutti i principali Paesi sviluppati ha permesso di ridurre tali rischi.
In particolare la cottura del clinker richiede grandi quantità di combustibile, normalmente pet-coke (prodotto derivato dal petrolio), che provoca una emissione di inquinanti, tra cui gas serra, ossidi di azoto (NOx), biossido di zolfo ({\displaystyle {\ce {SO2}}}), monossido di carbonio ({\displaystyle {\ce {CO}}}), biossido di carbonio ({\displaystyle {\ce {CO2}}}), composti organici volatili e polveri fini (PM10 e PM2,5).
I cementifici raggiungono temperature di combustione pari a 1400 °C. Non indicato il coincenerimento dei rifiuti nei cementifici perché il materiale di scarto o il CDR può essere solamente immesso tramite la zona di precalcinazione che ha temperature di circa 800 °C, decisamente troppo basse e troppo pericolose.
I cementifici, per legge, sono tutti equipaggiati con sistemi di abbattimento dei fumi di combustione quali filtri a maniche per altissime temperature: la grande quantità d'aria necessaria per bruciare i combustibili fossili agisce diluendo gli inquinanti contenuti nei rifiuti e quindi nelle emissioni al camino. Nonostante l'assenza di trattamenti specifici nei confronti di diossine e mercurio, si registrano concentrazioni di inquinanti ben inferiori ai valori minimi imposti dalle norme di legge (normativa europea).
I registri europei INES/EPER confermano che non vi sono significative emissioni di piombo, mercurio, ammoniaca.

### Pericolo di crollo
L'uso di cemento depotenziato ha comportato numerosi crolli in molte regioni italiane.
Strade, ponti, viadotti, ferrovie, gallerie, case, centri commerciali e perfino scuole, ospedali e commissariati sono a rischio di crolli, perché costruiti con poco cemento e molta sabbia, cosiddetto cemento depotenziato. L'affare è redditizio per chi appalta lavori pubblici o anche privati, aggiudicandosi appalti nazionali e locali a prezzi ribassati, risparmiando poi durante l'esecuzione delle opere mediante l'utilizzo di malte e calcestruzzi a basso titolo di cemento.

### Evoluzione tecnologica nella sicurezza
L'Università di Newcastle ha realizzato nel 2019 un bio-cemento in grado di auto-ripararsi in caso di crepe o fratture. Ispirandosi al batterio Bacilla Filla, questo tipo di cemento reagisce alle variazioni di pressione dell’ambiente creando molecole di carbonato di calcio.
Anche in Italia è nato un bio-cemento da acqua ossigenata e lievito di birra che non ha bisogno di alluminio.

## Marcatura CE
La marcatura CE non rappresenta un marchio di qualità del prodotto ma sta a significare che il prodotto soddisfa i requisiti essenziali previsti per quel prodotto e per l'impiego previsto.
Per il cemento è previsto un solo sistema di attestazione di conformità CE:
- livello 1+: è richiesta la Dichiarazione di Conformità CE alla norma UNI EN 197, rilasciata dal produttore e accompagnata dal Certificato di Conformità del Prodotto alla norma UNI EN 197 rilasciata da un organismo notificato.

Generalmente la marcatura CE avviene mediante l'apposizione di un'etichetta direttamente sui prodotti, o sull'imballaggio, mediante stampa dell'etichetta sul Documento di Trasporto (DDT).
Il lay-out ed il contenuto di informazioni dell'etichetta vengono descritti nei punti successivi.

## Evoluzione normativa in Italia

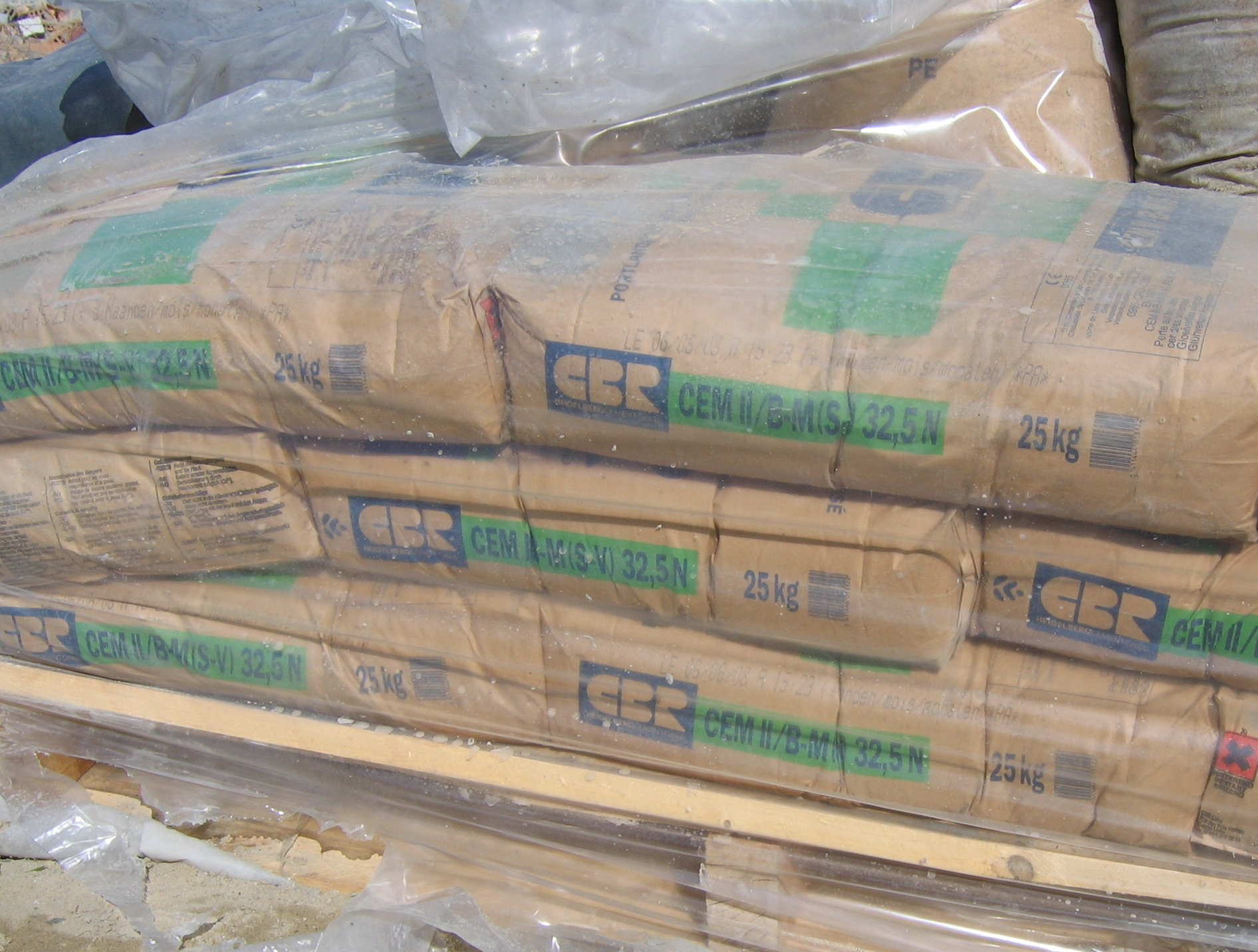
sacchi di cemento Portland

Fino al 1993 in Italia era in vigore il decreto ministeriale 3 giugno 1968 e s.m.i. recante le norme sui requisiti e sulle modalità di prova dei cementi.
Con l'avvento delle regole comunitarie nell'Unione europea in Italia è entrata in vigore la UNI EN 197-1, che raccoglie in un'unica classificazione tutte le tipologie di cemento prodotte fino ad allora nei vari Paesi membri.
Per la normativa europea i requisiti fondamentali dei cementi sono:
- la composizione;
- la classe di resistenza normalizzata (a 28 gg) espressa in MPa con riferimento alla resistenza a compressione iniziale (a sette giorni per il 32,5N e a due giorni per le altre classi).

La UNI EN 197-1 prevede cinque tipi di cemento, ventisette sottotipi e sei classi di resistenza.
Pertanto secondo la norma sono producibili 162 (27 × 6) cementi.

## Denominazione normalizzata
Con l'entrata in vigore della norma UNI EN 197-1 si è complicata la nomenclatura relativa ai cementi. Infatti la norma impone che sulla confezione del cemento compaia, per l'identificazione esatta, un codice alfanumerico costituito da: la sigla 'CEM', seguita da tipo, sottotipo, classe di resistenza normalizzata e tipo di indurimento iniziale (se rapido è riportata la lettera R se ordinario è riportata la lettera N). Nel caso di cementi a basso calore di idratazione deve essere riportata anche la sigla LH. Pertanto il codice del cemento Portland 325 a resistenza iniziale ordinaria è ora CEM I 32,5 N.

## Documentazione
Tutti i manufatti in cemento armato e cemento armato precompresso, potranno essere eseguiti impiegando unicamente cementi provvisti di attestato di conformità CE che soddisfino i requisiti previsti dalla norma UNI EN 197-1. Tutte le forniture di cemento, in cantiere o presso l'impianto di preconfezionamento del calcestruzzo, devono essere accompagnate da:
- documento di trasporto (DDT);
- dichiarazione di conformità CE rilasciata dal produttore riportante almeno le seguenti indicazioni:
  - dati del produttore e del legale rappresentante
  - nome dell'azienda produttrice
  - dati descrizioni generale del prodotto
  - indirizzo dello stabilimento
  - norme e direttive a cui il prodotto è conforme
  - numero dell'attestato CE
  - informazioni relative alla produzione es: n° matricola, lotto, partita, ultime due cifre dell'anno di produzione
  - data e firma autografa di chi la sottoscrive
- attestato di Conformità CE alla norma UNI EN 197-1 rilasciato da un organismo notificato.

Inoltre deve essere presente l'etichetta riportante il simbolo CE applicata sull'imballaggio o sul prodotto o sul DDT;
Le forniture effettuate da un intermediario, ad esempio un importatore, dovranno essere accompagnate dalla dichiarazione di Conformità CE rilasciato dal produttore di cemento e completato con i riferimenti ai documenti di trasporto (DDT) dei lotti consegnati dallo stesso intermediario.
Il Direttore dei Lavori è tenuto a verificare periodicamente quanto sopra indicato, in particolare la corrispondenza del cemento consegnato, come rilevabile dalla documentazione anzidetta, con quello previsto nel Capitolato Speciale di Appalto e nella documentazione o elaborati tecnici specifici.

### Etichetta CE
L'etichetta con il simbolo di marcatura CE che deve essere applicata sul prodotto, sull'imballaggio o sul DDT, nella versione semplificata deve riportare almeno le seguenti informazioni:
- marcatura di conformità CE, consistente nel simbolo «CE»
- numero di identificazione dell'Organismo di certificazione (es. 0123)
- nome o marchio identificativo e indirizzo del produttore
- ultime due cifre dell'anno in cui è stata applicata la marcatura (es. 10 per 2010)
- numero del certificato di conformità CE (es. 0123CPD). Spesso tale numero è associato al precedente (es. 0123CPD-010)
- norma a cui il prodotto e conforme (UNI EN 197)

Nella forma estesa (metodo 3) l'etichetta può contenere:
- descrizione del prodotto (es. CEM II/A - LL 32,5R)
- informazioni sul prodotto e sulle caratteristiche rilevanti.

## Normativa
- UNI EN 197-1:2011 - Cemento - Parte 1: Composizione, specificazioni e criteri di conformità per cementi comuni
- UNI EN 14647:2006 - Cemento alluminoso - Composizione, specificazioni e criteri di conformità
- UNI EN 14216:2005 - Cemento - Composizione, specificazioni e criteri di conformità per cementi speciali a calore di idratazione molto basso